# Pietrafitta
Pietrafitta è un comune italiano di 1 133 abitanti della provincia di Cosenza in Calabria. Sorge a sud-est del capoluogo, nell'area geografica della Presila.
Facevano parte di questo comune anche le frazioni di Torzano e Sant'Ippolito, che negli anni '90 del XIX secolo passarono al comune di Cosenza.
Nell'anno 1202 in territorio di Pietrafitta, e precisamente in località Canale, trovò la morte Gioacchino da Fiore, mentre vigilava sui lavori di costruzione di un nuovo monastero florense in quel luogo. Pietrafitta diede i natali a Bonaventura Zumbini (1836-1916), insigne letterato e senatore del Regno d'Italia.

## Monumenti e luoghi d'interesse

### Architetture religiose
- Chiesa di San Nicola - È la chiesa parrocchiale del paese, ed è situata nella parte superiore.
- Chiesa di San Giovanni Battista - Posta nella parte bassa del paese
- Chiesa di Sant'Antonio da Padova - Ad essa è annesso il convento dei Frati Francescani
- Chiesa di San Martino di Giove in Canale, è il luogo dove morì l'abate Gioacchino. Inoltre, da questo luogo, intorno all'anno 1000 a seguito delle invasioni Saracene, partì l'Archimandrita Sant'Ilarione con i suoi seguaci alla volta di Chieti dove fondò l'omonimo convento. La Grancia, già chiesa probabilmente basiliana, che è del 781, ospitò anche il Beato Ubertino da Otranto[3] Cfr: Pasquale Lopetrone, San Martino di Giove a Canale di Pietrafitta- Tomba dell'abate Gioacchino da Fiore, Pubblisfera, S. Giov. in F., 2015.

## Società

### Evoluzione demografica
Abitanti censiti